# Lee Aaron

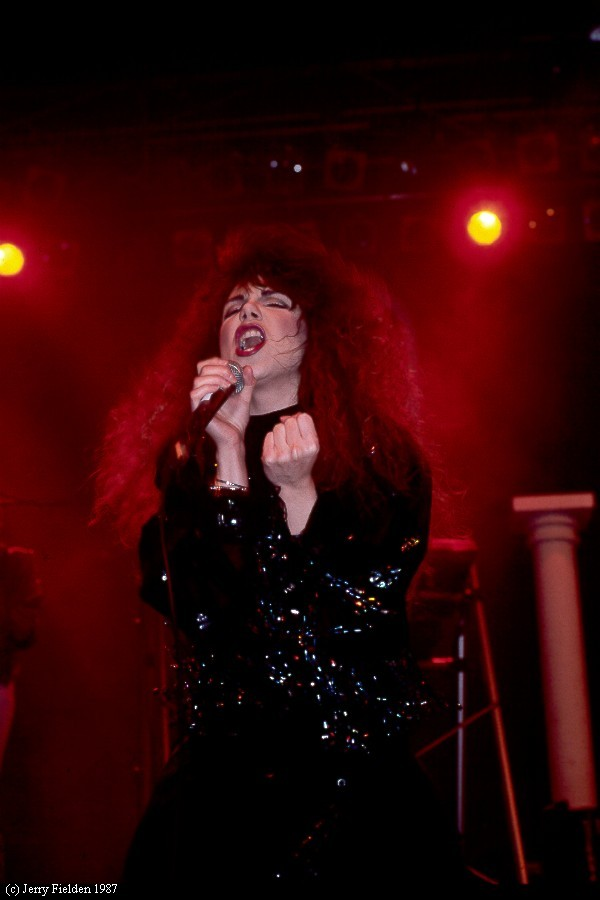
Lee Aaron

Lee Aaron  (născută Karen Lynn Greening la 21 iulie 1962, Belleville, Ontario, Canada) este o cântăreață și compozitoare de origine canadiană.

## Carieră
Lee Aaron și-a început cariera la vârsta de 15 ani, apărând într-un spectacol de televiziune. În 1979, s-a alăturat unei trupe numite Lee Aaron, cântând la clape și susținând vocea de fundal, pentru ca mai târziu să fie promovată pe postul de solist vocal. Împrumută numele formației, Lee Aaron, dar după scurtă vreme părăsește grupul pentru a urma o carieră solistică. Hard rock-ul abordat de-a lungul vremii a fost abandonat în 1994, când artista a schimbat orientarea stilistică, îndreptându-se spre jazz și blues.

## Discografie
- The Lee Aaron Project (1982)
- Metal Queen (1984)
- Rock Me All Over (E.P., 1985)
- Barely Holdin' On (E.P., 1985)
- Call of the Wild (1985)
- Only Human (E.P., 1987)
- Lee Aaron (1987)
- Whatcha Do To My Body (E.P., 1989)
- Bodyrock (1989)
- Some Girls Do (1991)
- Emotional Rain (1994)
- 2preciious (1996)
- Slick Chick (2000)
- Beautiful Things (2004)

### Compilații
- Powerline: The Best of Lee Aaron (1992)
- First Recordings (1995)
- Best of Lee Aaron (2003)

### Video/DVD
- Danger Zone (1986)
- Video History (1990)
- Live (1994)
- Live in London (2005)
- Video Collection (2006)